# Haldorus serratus
Haldorus serratus är en insektsart som beskrevs av Rauno E. Linnavuori 1955. Haldorus serratus ingår i släktet Haldorus och familjen dvärgstritar. Inga underarter finns listade i Catalogue of Life.